# 24.ª Brigada Mecanizada (Ucrânia)

Insígnia da 24.ª Divisão Mecanizada

A 24.ª Brigada Mecanizada (em ucraniano: 24-та окрема механізована бригада, abreviada como 24 ОМБр) é uma brigada mecanizada das Forças Terrestres da Ucrânia, com base em Yavoriv, no oeste da Ucrânia.
A brigada, a mais antiga em serviço contínuo no Exército ucraniano, foi originalmente formada como a 1.ª Divisão de Infantaria de Ulianovsk em 1918 durante a Guerra Civil Russa. A unidade foi logo renomeada como 24.ª Divisão de Rifles. Ela lutou na Guerra de Inverno e na Segunda Guerra Mundial, durante a qual foi destruída durante a Operação Barbarossa.
Reformada sem herdar a linhagem da primeira formação, a segunda formação da 24.ª Divisão ganhou a honraria de Berdychiv por suas ações durante a ofensiva Zhytomyr-Berdychiv no final de 1943 e recebeu a bandeira de batalha e tradições da primeira formação no início de 1944 para preservar a continuidade histórica.
Em 1992, foi assumida pela Ucrânia e se tornou a 24.ª Divisão Mecanizada. Em 2003, foi reduzida a uma brigada.